# Köksetaui repülőtér
A Köksetaui repülőtér (IATA: KOV, ICAO: UACK) Kazahsztán egyik nemzetközi repülőtere, amely Köksetau közelében található. Éves utasforgalma 14 213 fő (2016).

## Futópályák
A repülőtér futópályái:
- 2/20

## Forgalom
Az utasforgalom az elmúlt években az alábbi módon változott:
| Utasok száma | 2353 | 1572 | 3064 | 17 497 | 14 213 | 22 031 | 21 427 | 21 683 | 11 877 | 17 000 |
|              | 2012 | 2013 | 2014 | 2015   | 2016   | 2017   | 2018   | 2019   | 2020   | 2021   |